# Josef Erhart
Josef Erhart (4. února 1923 Plav u Českých Budějovic – 20. října 2009 tamtéž) byl český fotograf krajiny, památek, Šumavy a hub a vysokoškolský pedagog.

## Život
Narodil se v Plavu u Českých Budějovic 4. února 1923. V roce 1943 vystudoval Vyšší průmyslovou školu strojnickou v Písku, ve studiích pokračoval na Vyšší pedagogické škole v Českých Budějovicích (1961). V roce 1972 ukončil s titulem Ing. Vysokou školu ekonomickou v Praze. Pedagogicky působil později na Vysoké škole zemědělské a na Pedagogické fakultě v Českých Budějovicích. S manželkou Marií žili v Loučovicích, kde začali fotografovat. V roce 1959 zde připravili a vydali svoji první fotografickou monografii Krásy jižních Čech, ve které představili památky a krajinu Českokrumlovska a Vyšebrodska. Oba byli fotografy samouky. Manželé se zajímali o jihočeskou krajinu a památky, jejich tvorba byla vydána ve více než 40 knihách.
Pro územně správní celek Jihočeský kraj vydali v roce 2005 reprezentační knihu se 179 unikátními barevnými fotografiemi a s podrobnými trojjazyčnými popisky. Autorem textové části knihy byl Jan Stráský. Vrcholem jejich fotografické činnosti byly fotografické knihy o Šumavě. S manželkou Marií byli prvními, kteří začali počátkem šedesátých let fotografovat Šumavu. Jejich první česká obrazová publikace Šumavy byla vydána v roce 1965.
Jako amatér se zabýval výrobou optických součástí astronomických přístrojů a astronomickými dalekohledy. S Vilémem Erhartem vyhotovil v roce 1954 Maksutovovu komoru, která byla namontována na velký Zeissův reflektor na Skalnatém plese. Ve své knize Amatérské astronomické fotografické komory určené pro pracovníky lidových hvězdáren popisoval, mimo jiné, jak dobrý fotografický snímek slouží pro potřeby astronomie.
S manželkou Marií fotografovali houby, vydávali houbařské atlasy, houbařské kuchařky provázené barevnými fotografiemi, které vycházely ve značných nákladech a ve více reedicích německy, francouzsky, italsky, švédsky a nizozemsky.
Své fotografie nejdříve pořizovali přístrojem Pentacon Six, později si pořídili malý fotoaparát na kinofilm. Manželé žili v obci Plav u Českých Budějovic.

## Dílo

### Knihy (výběr)
- Krásy jižních Čech. Krumlovsko. 1. vyd. Praha: Sportovní a turistické nakladatelství, 1959. 10 s., ca 150 s. obr. příl.
- Amatérské astronomické dalekohledy. Vydání první. Praha: SNTL, 1962. 218 stran. Polytechnická knižnice. Řada III, Udělejte si sami; svazek 15. Řada polytechnické literatury.
- Záloha, Jiří, ERHART Josef. Český Krumlov a okolí. První vydání. České Budějovice: Nakladatelství České Budějovice, 1964. 41 stran.
- Krajem jihočeských rybníků: trasový průvodce pro mládež. 1. vydání. Praha: Sportovní a turistické nakladatelství, 1965. 48 stran, 8 nečíslovaných stran obrazových příloh.
- Erhart, Josef a Stehlík, Ladislav. Český Krumlov. Vyd. 1. Praha: Sportovní a turistické nakladatelství, 1966. [96] s.
- Zu Gast in Südböhmen. Překlad M. Hálek. České Budějovice: PŘ Potraviny, 1967. Nestr., fot., mp.
- Jihočeským krajem. Průvodce. České Budějovice: PŘ Potraviny, 1967. Nestr., fot., mp.
- Středověká architektura v jižních Čechách do poloviny 13. století. 1. vyd. České Budějovice: Růže, 1972. 231 s.
- Švábová, Milada a Erhart, Josef. Cvičení z matematiky pro obor fytotechnický a zootechnický. 1. vyd. Praha: SPN, 1978. 177 s.
- Soukup, Lubomír, ERHART, Josef. Fráňa Šrámek a jižní Čechy. Vydání první. České Budějovice: Jihočeské nakladatelství, 1981. 189 stran, 32 nečíslovaných stran obrazových příloh. Postavy jihočeské kulturní minulosti.

#### Knihy (společné fotografie s Marií Erhartovou – výběr)
- Šumava: Šumava = Böhmerwald = Šumava. Překlad Margarita Rogačeva a Svatopluk Pacejka. Praha: Státní nakladatelství technické literatury, 1955. 155 s.
- Šumava. Praha: Sportovní a turistické nakladatelství, 1965. 148 nečíslovaných stran.
- 108 Paddestoelen in kleuren: Praktische leidraad voor de paddestoelenliefhebber. Zutphen: B.W.J. Thieme, 1978. 62, [2] s. Thieme's zakboeken voor natuurvrienden.
- Erhart, Josef a Erhartová, Marie. České Budějovice. 1. vydání. Praha: Panorama, 1980. 161 stran. Naše vlast.
- Josef a Marie Erhartovi: krajina ve fotografii: Okresní vlastivědné muzeum v Českém Krumlově, březen a duben 1981. Český Krumlov: Okresní vlastivědné muzeum, 1981. 1 nestránkovaný sv.
- Tidens svampguide. Stockholm: Tiden, 1981. 295 s.
- Šumava od A do Z. Vydání druhé, doplněné a upravené. České Budějovice: Jihočeské nakladatelství, 1984. 226 stran.
- Jihočeská píseň: [fot. publ.]. 1. vyd. Čes. Budějovice: Jihočeské nakladatelství, 1985. [281] s. barev. obr příl.
- Jihočeská houbařská kuchařka. 2. upr. vyd., Ve Svépomoci 1. Praha: Svépomoc, 1986. 344 s.
- Mushrooms and Other Fungi. London: Octopus, [1990]. 286 s. A Field Guide in Colour.
- Der grüne Böhmerwald. České Budějovice: Nakladatelství Jihočeských tiskáren, 1993. 159 s. ISBN 80-901120-7-2
- Krásy Šumavy = Beautés de la Foret de Boheme = Beauties of Šumava = Bellezze della Selva Boema. 1. vyd. České Budějovice: Nakladatelství Jihočeských tiskáren, 1994. 159 s. .
- Naše houby. 1. vyd. Sušice: Radovan Rebstöck, 2000. [58] s.
- Stráský, Jan. Jihočeský kraj = Region Südböhmen = South Bohemian Region. Plav [u Českých Budějovic]: Josef Erhart, 2005. [124], 24 s.
- Houbařský atlas: 380 druhů jedlých a jedovatých hub. Vyd. 4. Český Těšín: FINIDR, [2006?]. 380, [10] s.
- Šumava = Böhmerwald: fotografie z let 1959-2009. České Budějovice: Josef Erhart, 2009. [144] s.
- Vreckový atlas húb. Praha: Ottovo nakladatelství, ©2014. 296 s.
- Kapesní atlas hub. Praha: Ottovo nakladatelství, s.r.o., [2018], 304 stran. ISBN 978-80-7451-695-5